# Blade Runner 2033: Labyrinth
Blade Runner 2033: Labyrinth — майбутня пригодницька гра від Annapurna Interactive. Це перша за 25 років гра по франшизі Той, хто біжить по лезу, — крайня відеогра Blade Runner від Westwood Studios вийшла в 1997 році.

## Сюжет
Дія гри розгортається в антиутопічному Лос-Анджелесі в часовому проміжку між оригінальним фільмом «Той, хто біжить по лезу» (1982) та продовженням до нього «Той, хто біжить по лезу 2049» (2017), і приблизно через рік після подій аніме Blade Runner: Black Lotus (2021).

## Розробка
22 червня 2022 року Annapurna Interactive призначили Челсі Хеш, режисерку Solar Ash, керівницею внутрішнього проєкту студії, що розроблявся з 2020 року. Невелика команда складалася з технічного директора Бретта Лайзера, старшого продюсера Евана Хембахера, артдиректора Косімо Галлуцці та художника з оточення Нейта Гроува. У червні 2023 року було офіційно підтверджено, що цей проєкт є наративною грою у всесвіті Blade Runner. Її сюжет розгортається після подій аніме Blade Runner: Black Lotus, а сам проєкт черпає натхнення з естетики оригінального фільму та літературного першоджерела.
У вересні 2024 року майбутнє гри опинилося під питанням після того, як внутрішня команда розробників Annapurna Interactive подала у відставку на тлі масових звільнень у компанії, спричинених боротьбою за владу в студії. Однак після цих подій Annapurna Interactive поновили свої наміри продовжити розробку та випустити гру, незважаючи на кадрові зміни.